# Pohorovice
Pohorovice (en allemand : Pohorowitz) est une commune du district de Strakonice, dans la région de Bohême-du-Sud, en République tchèque. Sa population s'élevait à 78 habitants en 2020.

## Géographie
Pohorovice se trouve à 6 km au nord-ouest de Vodňany, à 19 km au sud-est de Strakonice, à 35 km au nord-ouest de České Budějovice et à 102 km au sud-sud-ouest de Prague.
La commune est limitée par Skály au nord, par Protivín à l'est, par Vodňany et Skočice au sud et par Drahonice à l'ouest.

## Histoire
La première mention écrite du village date de 1227.

## Administration
La commune se compose de deux quartiers :
- Kloub
- Pohorovice